# Алсас Тауншип (округ Беркс, Пенсільванія)
Алсас Тауншип (англ. Alsace Township) — селище (англ. township) в США, в окрузі Беркс штату Пенсільванія. Населення — 3834 особи (2020).

## Демографія
Згідно з переписом 2010 року, у селищі мешкала 3751 особа в 1489 домогосподарствах у складі 1055 родин. Було 1555 помешкань
Расовий склад населення:
| - 97,1 % — білих - 0,6 % — азіатів - 0,5 % — чорних або афроамериканців - 0,2 % — корінних американців |

До двох чи більше рас належало 1,1 %. Частка іспаномовних становила 2,1 % від усіх жителів.
За віковим діапазоном населення розподілялося таким чином: 19,4 % — особи молодші 18 років, 62,5 % — особи у віці 18—64 років, 18,1 % — особи у віці 65 років та старші. Медіана віку мешканця становила 46,3 року. На 100 осіб жіночої статі у селищі припадало 104,7 чоловіків;  на 100 жінок у віці від 18 років та старших — 103,0 чоловіків також старших 18 років.
Середній дохід на одне домашнє господарство  становив 85 923 долари США (медіана — 66 498), а середній дохід на одну сім'ю — 97 402 долари (медіана — 83 795). Медіана доходів становила 52 132 долари для чоловіків та 46 417 доларів для жінок. За межею бідності перебувало 6,2 % осіб, у тому числі 4,4 % дітей у віці до 18 років та 5,1 % осіб у віці 65 років та старших.
Цивільне працевлаштоване населення становило 1915 осіб. Основні галузі зайнятості: освіта, охорона здоров'я та соціальна допомога — 18,3 %, роздрібна торгівля — 14,9 %, виробництво — 14,8 %.